# موسى كوليبالي (لاعب كرة قدم مواليد 1993)
موسى كوليبالي (بالفرنسية: Moussa Coulibaly)‏ (10 مارس 1993 بباماكو في مالي - ) هو لاعب كرة قدم مالي في مركز الدفاع. شارك مع منتخب مالي تحت 20 سنة لكرة القدم. أما مع النوادي، فقد لعب مع الملعب المالي ونادي استقلال خوزستان ونادي دجوليبا.

## وصلات خارجية
- موسى كوليبالي (لاعب كرة قدم) على موقع قاعدة بيانات كرة القدم.إي يو (الإنجليزية)
- موسى كوليبالي (لاعب كرة قدم) على موقع Soccerway.com (الإنجليزية)